# Halldor Skvaldre
Halldor Skvaldre ("versskvalaren", eller Halldórr skvaldri på fornnordiska) var en isländsk skald. Under 1100-talet reste han runt mellan olika hov och verkade därmed som professionell fursteskald.
Halldor föddes antagligen före år 1080 eftersom han besjöng den 1103 avlidne Magnus Barfot av Norge, men också kung Inge Krokrygg ett halvsekel senare. Därtill kvad han flockar och drapor till kung Erik Emune och jarlen Karl Sonesen i Danmark, till Sune jarl Ivarsson i Västergötland och slutligen till kung Sverker den äldre och dennes son Jon jarl i Sverige. Inget av detta har bevarats medan däremot åtta strofer av Halldors Utfarardrapa till Sigurd Jorsalafarare av Norge (om kungens färd till Jerusalem och hans strider på vägen dit) har överlevt. Även något litet av ett kväde på fornyrdislag om samme kung samt fragment av en drapa till Harald Gille av Norge finns bevarat; de sistnämnda fragmenten berör tilldragelserna under åren 1134–1136.